# 9月19日 (旧暦)
旧暦9月19日は旧暦9月の19日目である。六曜は先負である。

## できごと
- 弘仁元年（ユリウス暦810年10月20日） - 大同から弘仁に改元
- 昌泰2年（ユリウス暦899年10月27日） - 群盗横行のため、相模国足柄坂・上野国碓氷坂に関を設置
- 嘉禎元年（ユリウス暦1235年11月1日） - 地震頻発のため文暦から嘉禎に改元
- 正中元年（ユリウス暦1324年10月7日） - 正中の変。六波羅探題が兵を遣し、鎌倉幕府討滅を企てた後醍醐天皇方の土岐頼兼、多治見国長らを討ち取る。日野資朝・俊基らを捕える
- 明治3年（グレゴリオ暦1870年10月13日） - 平民も苗字を附けることが許される。5年後に義務化

## 誕生日
- 天保13年（グレゴリオ暦1842年10月22日） - 長岡護美、外交官、華族、政治家（+ 1906年）

## 忌日
- 応安元年/正平23年（ユリウス暦1368年10月31日） - 上杉憲顕、関東管領（* 1306年）